# St. Bonifatius (Emleben)

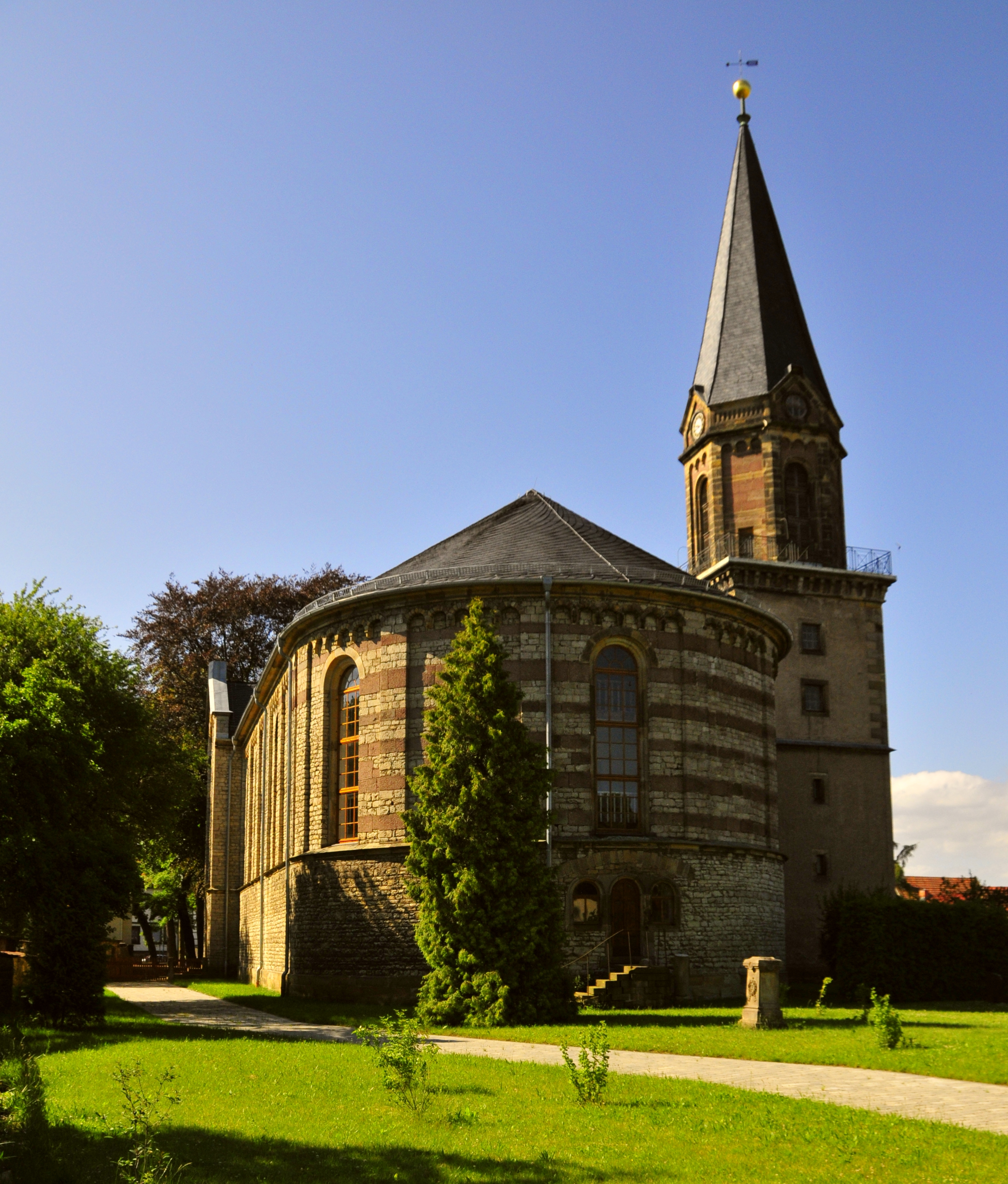
St. Bonifatius, Nordostseite

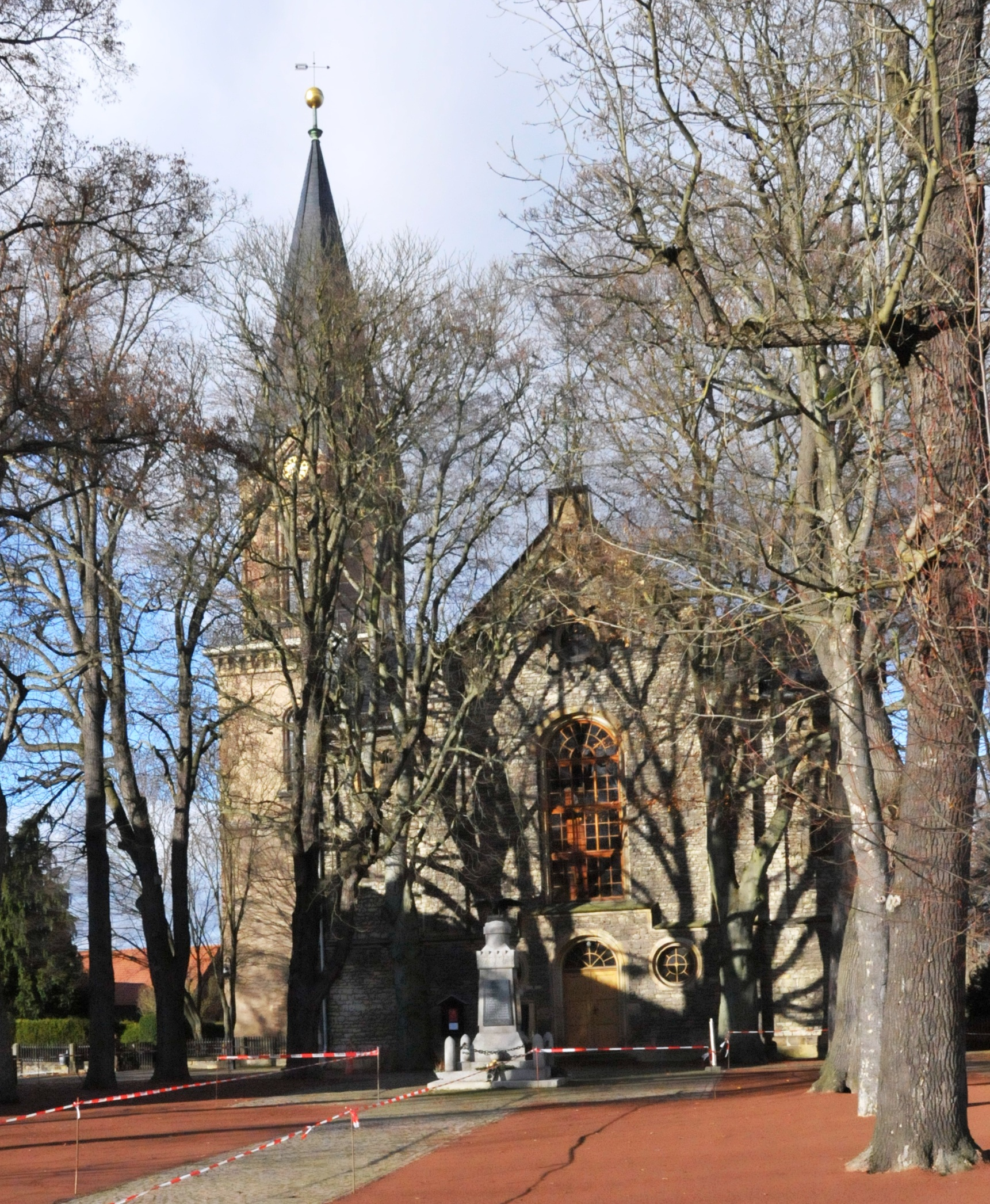
Südseite

Die evangelische Dorfkirche St. Bonifatius steht in der Gemeinde Emleben im Landkreis Gotha in Thüringen.

## Geschichte
Die bis zur Reformation katholische Vorgängerkirche, von der der Kirchturm stammt, wurde 1443 erbaut. Um 1872 entstand die heutige neoromanische Emporenhalle mit Doppelemporen. Das Kirchenschiff wurde bis 2016 zur Hälfte saniert, die Kirchendecke ist schadhaft, die Restaurierung dauert an.
Daher finden die kirchlichen Höhepunkte in anderen Gebäuden statt, im Sommer auf der Boxberg-Rennbahn und im Winter im Bürgersaal von Emleben.